# Belgacomgebouw (Brussel)

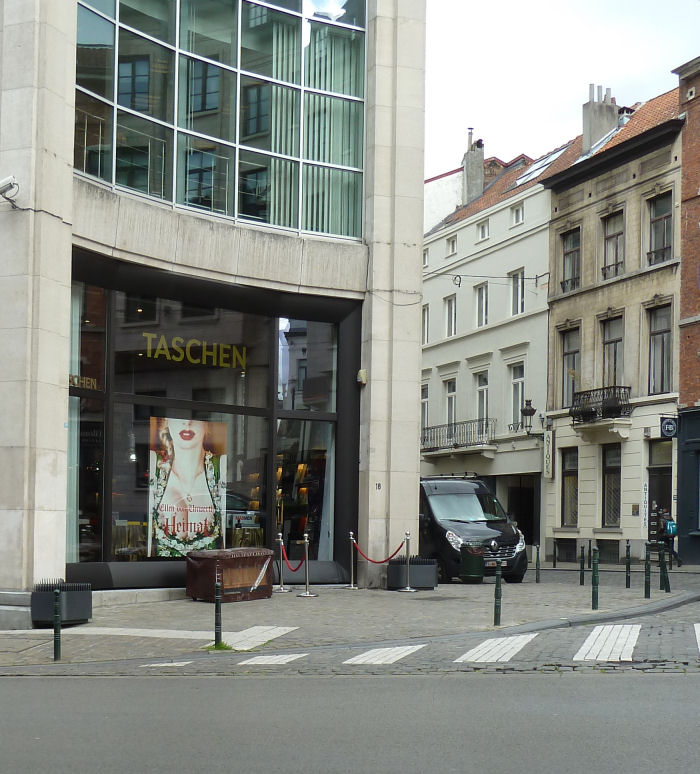
Uitgeverij Taschen is een van de gebruikers van de voormalige RTT- of Belgacomgebouwen

Het Belgacomgebouw, ook wel RTT-gebouw of Stro-gebouw genoemd, is een gebouwencomplex in de Belgische stad Brussel. Het is gelegen tussen de Lebeaustraat, Ruisbroekstraat en Strostraat en ligt in de nabijheid van het Gerechtsplein en de Grote Zavel. Ten oosten ligt de Kunstberg met onder meer de Koninklijke Bibliotheek van België, het Algemeen Rijksarchief en de Koninklijke Musea voor Schone Kunsten van België.

## Geschiedenis
In 1895 bestemde minister van Spoorwegen, Post en Telegraaf Jules Vandenpeereboom een terrein van 200 meter op 50 meter aan de Strostraat en Ruisbroekstraat voor de bouw van het Hôtel Central Téléphonique in neorenaissancestijl. Het werd in 1927 aan de Strostraat rechts uitgebreid. Dit gebouw werd in 1947 echter gesloopt en vervangen door een grote laatmodernistische constructie tot aan de hoek met de Ruisbroekstraat. Hiervoor werd het Hôtel Kleyer uit 1898 naar ontwerp van Paul Hankar gesloopt. In 1954 vatte de bouw van verscheidene uitbreidingen onder leiding van Marc Lambiotte, hoofdingenieur en bestuursdirecteur van de Regie voor Telegraaf en Telefoon (RTT), aan. Het betrof een groot gebouw ter hoogte van de Lebeaustraat, een kleiner gebouw aan de Ruisbroekstraat en een hoekgebouw tussen de Lebeaustraat en de Strostraat dat de verbinding met het Gerechtsplein vormt. Ten slotte werd in 1956 binnen het bouwblok een nieuw gebouw opgetrokken tegen de achtergevel van het Hôtel Central Téléphonique. In 1960-1962 werd het gebouw uit 1954 verhoogd en het gebouw aan de Lebeaustraat afgewerkt. In 1979-1980 volgde de laatste uitbreiding, met name de bouw van een technisch gebouw aan het Gerechtsplein en winkelgalerij tot het begin van de Ruisbroekstraat. Later volgden verscheidene renovatie- en verbouwingsfases.
In 2013 startte Belgacom, de opvolger van de RTT, een verkoopprocedure. In oktober dat jaar verschenen mediaberichten dat Belgacom het gebouw aan vastgoedgroep Immobel zou verkopen. Belgacom-CEO Didier Bellens was ook bestuurder van Immobel, maar volgens een interne audit was er geen sprake van belangenvermenging. Op vraag van de commissie Infrastructuur van de Kamer van volksvertegenwoordigers kwam er ook een externe audit. Ook deze sprak Bellens vrij. In mei 2014 grepen Immobel en andere kandidaat-kopers naast de aankoop van het gebouw, dat door de Belgisch-Luxemburgse vastontwikkelaar Allfin werd gekocht. Via een terughuurscenario huurde Belgacom het gebouw tijdelijk terug. In juni 2016 fuseerden Allfin en Immobel. In juli 2018 maakte Immobel het project 'Lebeau' bekend, waarbij het voormalige RTT-complex tot appartementen, winkels en kantoren zou worden omgevormd. Buurtbewoners verenigden zich in het buurtcomité 'Sauve Lebeau Sablon' en verzetten zich tegen het sloop- en wederopbouwproject. Slechts een derde van de bouwblok, het geklasseerde gedeelte, zou behouden blijven. De Koninklijke Commissie voor Monumenten en Landschappen gaf in december dat 2020 een negatief advies voor het vastgoedproject. Na een uitspraak van het Grondwettelijk Hof in januari 2021 dat oordeelde dat de regel van het Brussels Hoofdstedelijk Gewest dat een milieu-effectenstudie voor bouwprojecten met minder dan 400 parkeerplaatsen niet nodig was niet klopte, waardoor Immobel een nieuwe stedenbouwkundige aanvraag moest indienen. In maart dat jaar maakte het Brussels Hoofdstedelijk Parlement bekend drie verdiepingen van het blok in de Strostraat, waarvan de gevel intact zou blijven, te willen kopen. Enkele maanden later vroegen het Brusselse gewest en de stad Brussel om een deel van de gebouwen niet te slopen en een kleinere parking te voorzien. De tweede versie van het Lebeauproject kreeg in november 2022 een gunstig advies van de overlegcommissie.